# Oophaga
Oophaga é um gênero de anfíbios da família Dendrobatidae.
As seguintes espécies são reconhecidas:
- Oophaga arborea (Myers, Daly & Martínez, 1984)
- Oophaga granulifera (Taylor, 1958)
- Oophaga histrionica (Berthold, 1845)
- Oophaga lehmanni (Myers & Daly, 1976)
- Oophaga occultator (Myers & Daly, 1976)
- Oophaga pumilio (Schmidt, 1857)
- Oophaga speciosa (Schmidt, 1857)
- Oophaga sylvatica (Funkhouser, 1956)
- Oophaga vicentei (Jungfer, Weygoldt & Juraske, 1996)